# Facultad de Ciencias Económicas y Estadística (UNR)
La Facultad de Ciencias Económicas y Estadística es una de las doce facultades que integran la Universidad Nacional de Rosario. Originalmente llamada Facultad de Ciencias Económicas, Comerciales y Política, se situó desde sus inicios en su actual dirección en Bv. Oroño 1261, ciudad de Rosario, Provincia de Santa Fe, junto a la Escuela Superior de Comercio Libertador General San Martín. Alberga más de 20.000 alumnos.
Se dictan en la FCEyE cinco carreras de grado, además de diversos posgrados. Funciona además un centro de investigación con 498 docentes investigadores y 216 investigadores de C.I.U.E.R.

## Origen: Universidad Nacional del Litoral
El plan de estudios original entró en vigencia en 1919. Los títulos expedidos eran los siguientes:
- Doctor en Ciencias Económicas (5 años).
- Licenciado para el Servicio Diplomático (3 años).
- Licenciado para el Servicio Consular (3 años).
- Actuario (3 años).
- Contador Público (5 años).
- Calígrafo Público (3 años).

Posteriormente, se aprobaron nuevos planes, los cuales dieron nacimiento a nuevas carreras en 1927, 1929, 1953, 1957, 1963 y 1966. 
Hasta ese momento, la facultad formaba parte de la Universidad Nacional del Litoral.

## Fundación
La Universidad Nacional de Rosario fue creada como persona pública el 29 de noviembre de 1967, por la ley 18987, en el marco de la Ley Orgánica de Universidades Nacionales.

## Funcionamiento
Los planes de estudio, desde 1968, fueron modificados en diversas oportunidades, adecuándose a la evolución y las necesidades de cada carrera en 1977, 1985, 1991, 1993 y 2003. En 2007 se introdujeron algunos cambios, pero solo afectaron el orden de algunas asignaturas.
La Facultad cuenta con dos edificios: “Edificio Viejo”, de tres plantas, y “Edificio Nuevo”, habilitado en 2009, de cinco plantas (contando el subsuelo). Las aulas del edificio viejo están numeradas y las del edificio nuevo, letradas. La facultad tiene un salón de actos, cuatro escuelas, diversas oficinas, 39 aulas (de las cuales 4 están en construcción), dos patios, cuatro ascensores, 8 baños habilitados a los alumnos, dos bibliotecas, una fotocopiadora, un bar-buffette, dos kioscos de publicaciones y un hall.

### Órgano de gobierno
Cuenta con un consejo directivo, elegido en forma democrática por alumnos y profesores. El Honorable Consejo Directivo de la FCEyE está compuesto por el decano (Actualmente Mag. Javier Eduardo Ganem), un graduado, diez docentes, un no docente y ocho estudiantes.

#### Secretarías
- Secretaria Académica: Cont. Patricia Giustiniani
- Secretario Financiero: Cont. Sergio González
- Secretaria de Posgrado y Formación Continua: Lic. Valeria Tubio
- Secretario de Ciencia y Tecnología: Dr. Hernán Lapelle
- Secretario de Extensión y Bienestar Universitario: Bach. Univ. Laureano Sammartino
- Secretario de Planeamiento e Infraestructura: CP Javier Cabrera
- Secretaria de Política y Asuntos Estudiantiles: Srta. Adelaida Machuca
- Secretario Administrativo: Lic Juan José Mesón
- Secretaria de Vinculación Tecnológica: CP María Elena Casella

#### Direcciones de Escuela
- Dirección de Escuela de Contabilidad: Cont. y Lic. Claudia Vázquez
- Dirección de Escuela de Administración: Cont. Adriana Daffunchio
- Dirección de Escuela de Economía: Lic. María Florencia Secreto
- Dirección de Escuela de Estadística: Mgs. Javier Bussi

### Carreras

#### Grado
- Contador Público (5 años).
- Licenciado en Administración (5 años y tesis).
- Licenciado en Economía (5 años y tesis).
- Licenciado en Estadística (4 años y tesis).
- Licenciado en Turismo (4 años y tesis) (En conjunto con la FCPOLIT)

#### Postítulos
- De Formación Universitaria en Matemática y Estadística.
- De Formación Universitaria en Economía y Gestión de las Organizaciones con Articulación al Título de Grado de Profesor en Economía y Gestión de las Organizaciones.
- De Formación Universitaria en Gestión de Seguros, Bancaria, Cooperativas y Mutuales y Comercio Exterior con Articulación al Título de:
- De Formación Universitaria en Gestión de Seguros con Articulación al Título de Grado de Licenciado en Gestión de Seguros.
- De Formación Universitaria en Gestión Bancaria con Articulación al Título de Grado de Licenciado en Gestión Bancaria.
- De Formación Universitaria en Gestión de Cooperativas y Mutuales y con Articulación al Título de Grado de Licenciado en Gestión de Cooperativas y Mutuales.
- De Formación Universitaria en Gestión de Comercio Exterior con Articulación al Título de Grado de Licenciado en Gestión de Comercio Exterior.

#### Maestrías
- Maestría en Contabilidad y Auditoría.
- Maestría en Desarrollo y Gestión Territorial.
- Maestría en Estadística Aplicada.
- Maestría en Finanzas.
- Maestría en Gerenciamiento de Empresas Agroalimentarias.
- Maestría en Administración de Empresas.

#### Doctorados
- Doctorado en Administración.
- Doctorado en Contabilidad.
- Doctorado en Economía.
- Doctorado en Estadística.
- Doctorado en Finanzas.

#### Profesorados Universitarios (Docente de Grado)
- Profesor en Contabilidad.
- Profesor en Administración.
- Profesor en Economía.
- Profesor en Estadística.

#### Otros Cursos
- Inglés Comercial.
- Portugués Comercial.
- Tango Gestión (Módulos Varios).
- SIAP y Monotributo.